# Weltraumfieber
Weltraumfieber (Originaltitel: Amok Time) ist die nach Ausstrahlungsreihenfolge erste und nach Produktionsreihenfolge fünfte Episode der zweiten Staffel der Science-Fiction-Fernsehserie Raumschiff Enterprise. Sie wurde in englischer Sprache erstmals am 15. September 1967 bei NBC ausgestrahlt. In Deutschland war sie zum ersten Mal am 12. Januar 1974 in einer (stark geschnittenen und inhaltlich veränderten) synchronisierten Fassung im ZDF zu sehen.

## Handlung
Im Jahr 2267 bei Sternzeit 3372.7 machen sich an Bord der Enterprise Captain Kirk und Schiffsarzt McCoy Sorgen um den halb menschlichen, halb vulkanischen ersten Offizier Spock, der ein unbeherrschtes Verhalten an den Tag legt und nichts mehr isst. Nachdem Spock in einem Wutanfall Krankenschwester Chapel aus seinem Quartier gejagt hat, bittet er Kirk um Urlaub, um seinen Heimatplaneten Vulkan zu besuchen. Kirk willigt ein, bekommt dann jedoch von Admiral Komack den Befehl, mit der Enterprise nach Altair VI zu fliegen, um dort der Amtseinführung des Präsidenten beizuwohnen. Spocks Zustand verschlechtert sich indes. Er befiehlt eine Kursänderung nach Vulkan und erinnert sich später nicht mehr daran. McCoy diagnostiziert, dass Spock an enormem Stress leidet, der ihn innerhalb weniger Tage umbringen wird.
Nach großem Zögern weiht Spock Kirk nun in den Grund für seine aktuelle Situation ein. Er durchlebt das „Pon Farr“, einen alle elf Jahre auftretenden Zustand, in dem Vulkanier ganz ihrem Fortpflanzungstrieb unterworfen sind und sich paaren müssen, wenn sie nicht sterben wollen. Für die Vulkanier, deren gesamte Kultur auf der Unterdrückung ihrer Emotionen beruht, ist dies ein höchst intimer Vorgang, den sie normalerweise kaum untereinander und erst recht nicht mit Außenstehenden diskutieren. Spock müsste indessen zurück in seine Heimat, um sich mit T’Pring zu vermählen, mit der er schon als Kind verlobt worden war. Nach dieser Offenbarung entschließt sich Kirk, seinen direkten Befehl zu missachten und seinen Freund Spock so schnell wie möglich nach Vulkan zu bringen.
Dort angekommen empfängt die Enterprise Grüße von T’Pring. Spock, Kirk und McCoy beamen auf die Oberfläche. Dort soll die Hochzeitszeremonie, das „Koon-ut-kal-if-fee“, stattfinden. Geleitet wird die Zeremonie von der Hohepriesterin T’Pau, einer der bedeutendsten Persönlichkeiten auf Vulkan und die einzige Person, die jemals einen Sitz im Föderationsrat abgelehnt hat. Die Zeremonie nimmt eine überraschende Wendung, als T’Pring äußert, sie wolle Spock nicht heiraten. Stattdessen fordert sie „Kal-if-fee“, einen traditionellen Zweikampf, nach dessen Ende sie die Frau des Siegers werden soll. Zu aller Überraschung wählt sie Kirk als Spocks Herausforderer. Einer der anwesenden Vulkanier namens Stonn protestiert, da er der Herausforderer sein möchte, doch T’Pring fordert ihn auf, zu schweigen. Kirk willigt in den Kampf ein, da er fürchtet, dass Spock in seinem aktuellen Zustand Stonn unterlegen wäre. Erst jetzt erklärt ihm T’Pau, dass es sich um einen Kampf auf Leben und Tod handelt.
Beide Kämpfer erhalten eine „Lirpa“, eine traditionelle Waffe bestehend aus einem Stab mit einer halbkreisförmigen Klinge an einem Ende und einem Gegengewicht am anderen Ende. Spock befindet sich zu diesem Zeitpunkt in einer Art „Blutfieber“ und ist zu keinem klaren Gedanken mehr fähig. Da Kirk die hohen Temperaturen und den niedrigen Luftdruck auf Vulkan schlecht verträgt, darf McCoy ihm mit einem Sauerstoff-Präparat aushelfen. Dennoch ist Kirk unterlegen; er wird von Spock am Hals gepackt und gewürgt, bis er sich nicht mehr rührt. McCoy beamt mit dem leblosen Kirk zurück aufs Schiff.
Spocks Geisteszustand wird nun wieder klarer und er stellt T’Pring wegen ihrer Entscheidung zur Rede. Sie erklärt, dass sie die Verlobung mit Spock auf die eine oder andere Weise lösen wollte. Spock ist auf Vulkan zu einer Art Legende geworden und T’Pring hat kein Interesse daran, die Gefährtin einer Legende zu werden. Stattdessen will sie lieber Stonn heiraten. Ihr Kalkül lautete, dass Kirk sie nach einem Sieg freigeben würde. Spock würde sie bei einem Sieg ebenfalls freigeben, da sie sich für einen anderen entschieden hat. In jedem Fall könnte sie nun Stonn heiraten. Sollte Spock dennoch auf einer Heirat bestehen, wäre er durch seinen Dienst auf der Enterprise häufig von ihr getrennt und somit könnte sie auch dann mit Stonn zusammen sein. Spock gratuliert ihr daraufhin zu ihrer tadellosen Logik und die beiden gehen fortan getrennte Wege.
Spock kehrt aufs Schiff zurück, in der Annahme, er sei jetzt der kommandierende Offizier. Auf der Krankenstation erklärt er gegenüber McCoy, dass Chefingenieur Scott das Kommando übernehmen solle; Spock will sich auf der nächsten Sternenbasis wegen des Mordes an Kirk vor Gericht verantworten. In diesem Moment erscheint der totgeglaubte Kirk aus dem Nebenzimmer, was Spock mit einem (rasch wieder unterdrückten) Ausbruch von Freude quittiert. Kirk erklärt, dass McCoy ihm keinen Sauerstoff, sondern einen Nervenblocker verabreicht hatte, der seinen Tod simulierte. Schließlich erreicht die Enterprise noch ein Funkspruch, in dem sie von der Sternenflotte die nachträgliche Genehmigung zur Kursänderung auf Vulkan erhält.

## Besonderheiten

### Verbindungen zu anderen Star-Trek-Produktionen

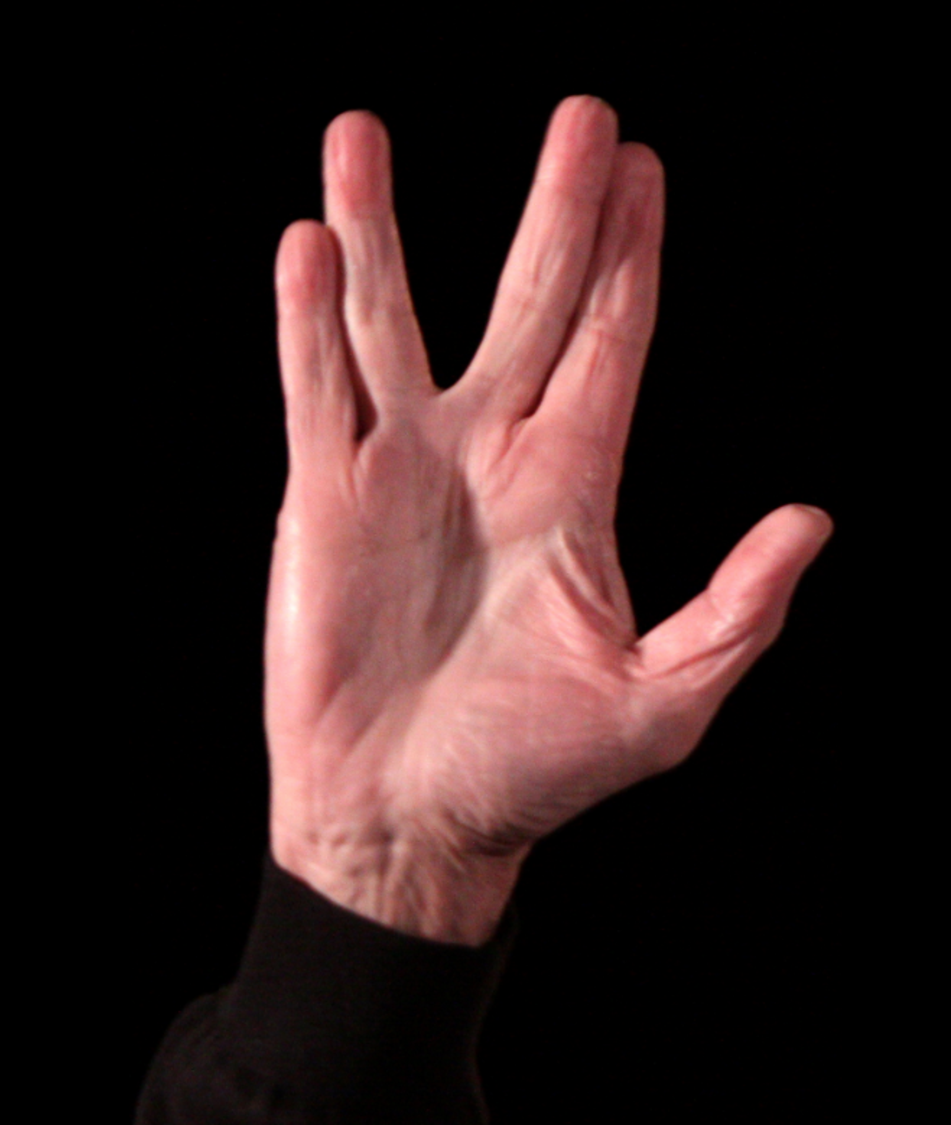
Der Vulkanische Gruß wird in Weltraumfieber erstmals verwendet

Der Vulkanische Gruß wird in dieser Folge zum ersten Mal verwendet. Spock-Darsteller Leonard Nimoy entwickelte ihn aus dem Aaronitischen Segen im orthodoxen jüdischen Gottesdienst.
Weltraumfieber ist die erste Star-Trek-Folge, in welcher der Planet Vulkan zu sehen ist. Weiterhin treten hier erstmals andere Vulkanier als Spock auf.
Viele Elemente aus dieser Folge wurden in späteren Star-Trek-Produktionen wieder aufgegriffen:
- Die zwischen 1995 und 2001 ausgestrahlte Serie Star Trek: Raumschiff Voyager nahm in mehreren Folgen Bezug auf das „Pon Farr“ und die Hohepriesterin T’Pau (hier gespielt von Betty Matsushita).
- In der 4. Staffel Star Trek: Enterprise wurde 2004 in der Folge 4.03 (Zuhause) eine vulkanische Hochzeitszeremonie gezeigt, die sich stark an derjenigen aus Weltraumfieber orientiert. In drei weiteren Folgen spielt die junge T’Pau (hier gespielt von Kara Zediker) eine wichtige Rolle.
- In der animierten Serie Star Trek: Lower Decks gab es 2021 mehrere Anspielungen auf das „Pon Farr“ und die „Lirpa“.
- In der animierten Serie Star Trek: Prodigy wird in Folge 1.06 ein „Kal-if-fee“ als Holodeck-Programm vorgeschlagen. Folge 1.08 (Zeitphasen, englisch Time Amok) nimmt Bezug auf den Originaltitel von Weltraumfieber.
- In der seit 2022 laufenden Serie Star Trek: Strange New Worlds wurde die Verlobung von Spock (hier gespielt von Ethan Peck) und T’Pring (hier gespielt von Gia Sandhu) wieder aufgegriffen. In Folge 1.05 erlebt Spock in einem Traum ein „Kal-if-fee“ zwischen seiner menschlichen und seiner vulkanischen Hälfte.

### Besonderheiten der deutschen Synchronfassung
In der ursprünglichen deutschen Synchronfassung des ZDF wurde der Inhalt der Folge, wohl um sie kindgerechter zu machen, stark verändert. Alle Hinweise auf Spocks Sexualität wurden entfernt und ihm stattdessen eine Krankheit angedichtet (daher auch der deutsche Titel Weltraumfieber). Hierfür wurde die Folge um über 9 Minuten gekürzt, Szenen wurden anders angeordnet als im Original und Dialoge sinnentstellend übersetzt. So wurde bspw. die gesamte Reise nach Vulkan in der ZDF-Version zu einer Traumsequenz gemacht. Eine neue Synchronfassung wurde 1996 von CIC erstellt und unter dem Titel Pon Farr auf VHS veröffentlicht. 2004 erschien die Folge erstmals in voller Länge auf DVD. Hier wurden wieder die ZDF-Synchronisation und der ursprüngliche Titel Weltraumfieber verwendet und lediglich die geschnittenen Szenen und sinnentstellten Passagen wurden neu synchronisiert.

## Produktion

### Darsteller
Pavel Chekov (gespielt von Walter Koenig) hat in dieser Folge seinen ersten Auftritt. Chekov ist eine wiederkehrende Nebenfigur in den Staffeln 2 und 3 von Raumschiff Enterprise sowie eine Hauptfigur in den auf der Serie basierenden Spielfilmen.
Byron Morrow, Darsteller von Admiral Komack, spielte auch Admiral Westervliet in der Folge Der verirrte Planet.
Lawrence Montaigne, Darsteller von Stonn, spielte auch Decius in der Folge Spock unter Verdacht.

### Kulissen
Für die 2. Staffel von Raumschiff Enterprise wurde das Set der Krankenstation vergrößert. Die zusätzlichen Räume waren hier erstmals zu sehen. Weiterhin wurde hier erstmals Spocks Quartier vollständig gezeigt.

### Kostüme
Einige Vulkanier tragen Helme, die ursprünglich für die Romulaner in der früheren Folge Spock unter Verdacht angefertigt worden waren.

## Adaptionen
James Blish schrieb eine Textfassung von Weltraumfieber, die auf Englisch erstmals 1969 in der Geschichtensammlung Star Trek 3 erschien. Die deutsche Übersetzung erschien 1972.
Ein Fotoroman zu Weltraumfieber erschien 1978 auf Englisch als zwölfter Band der Star-Trek-Fotonovel-Reihe. Eine deutsche Übersetzung liegt nicht vor.
Jenny Parks verarbeitete Weltraumfieber als eine von mehreren Raumschiff-Enterprise-Episoden in ihrem 2017 erschienenen Buch Star Trek Cats, in dem die Hauptfiguren der Serie als Katzen dargestellt werden.

## Rezeption
Die Folge wurde 1968 für einen Hugo Award in der Kategorie Best Dramatic Presentation nominiert.
Terry J. Erdmann und Paula M. Block listen Weltraumfieber in ihrem 2008 erschienenen Referenzwerk Star Trek 101 als eine der zehn wichtigsten Folgen der Originalserie Raumschiff Enterprise auf.
Zack Handlen nannte Weltraumfieber 2012 als eine der zehn Folgen von Raumschiff Enterprise, die die Serie am besten repräsentieren.
Eoin O’Carroll führte Weltraumfieber 2012 im Christian Science Monitor in einer Aufstellung der 10 besten Folgen von Raumschiff Enterprise auf Platz 1.
Charlie Jane Anders führte Weltraumfieber 2014 auf gizmodo.com in einer Liste der 100 besten bis dahin ausgestrahlten Star-Trek-Folgen auf Platz 12.
Sven Harvey zählte Weltraumfieber 2015 auf der Website Den of Geek als eine der 25 besten Folgen der beiden Serien Raumschiff Enterprise und Die Enterprise.
Tim Baker führte Weltraumfieber 2016 in Newsweek in einer Auflistung der zehn besten Folgen von Raumschiff Enterprise auf Platz 2.
2016 wurde Weltraumfieber in einer Umfrage unter Fans auf einer Star-Trek-Convention in Las Vegas zur viertbesten Star-Trek-Folge gewählt.
David Morgan führte Weltraumfieber 2016 auf cbsnews.com als eine der besten Folgen von Raumschiff Enterprise auf.
Aaron Couch und Graeme McMillan erstellten 2016 anlässlich des 50-jährigen Jubiläums von Star Trek in Zusammenarbeit mit verschiedenen Beteiligten aus dem Franchise für den Hollywood Reporter eine Liste der 100 besten bis dahin ausgestrahlten Folgen. Weltraumfieber wurde hierbei auf Platz 28 gewählt.
Matthew Fisher erstellte 2017 für die Website whatculture.com eine Liste der 30 besten Star-Trek-Folgen. Weltraumfieber führte er hier auf Platz 4.
Elena Holodny und Andy Kiersz führten Weltraumfieber 2017 auf businessinsider.com in einer Aufstellung der 13 besten Folgen von Raumschiff Enterprise auf Platz 10.
Silas Lesnick listete Weltraumfieber 2018 in einer Aufstellung der 20 besten Folgen von Raumschiff Enterprise auf Platz 2.
Juliette Harrisson empfahl Weltraumfieber 2018 auf der Website Den of Geek als eine der Folgen, die man gesehen haben sollte, wenn man die Grundlagen von Star Trek verstehen möchte.
Kristy Ambrose erstellte 2020 für screenrant.com auf der Grundlage von IMDb-Bewertungen eine Liste der zehn besten Raumschiff-Enterprise-Folgen. Weltraumfieber landete dabei auf Platz 7.
Paul Rowe listete Weltraumfieber 2020 auf popmasters.com in einer Aufstellung der 20 besten Folgen von Raumschiff Enterprise auf Platz 10.
Sam Stone führte Weltraumfieber 2021 auf cbr.com als eine der zehn wichtigsten Folgen von Raumschiff Enterprise.
Christian Blauvelt listete Weltraumfieber 2022 auf hollywood.com in einem Ranking aller 79 Raumschiff-Enterprise-Folgen auf Platz 7.

## Parodien und Anspielungen
Es existieren zahlreiche Referenzierungen auf diese Folge in Film, Fernsehen und Musik:
Die 1973 entstandene türkische Komödie Turist Ömer Uzay Yolunda („Tourist Ömer in Star Trek“) ist in erster Linie eine (unlizenzierte) Nacherzählung der Raumschiff-Enterprise-Folge Das Letzte seiner Art, enthält aber auch Elemente aus den Folgen Der dressierte Herrscher, Der alte Traum und Ganz neue Dimensionen sowie den Zweikampf zwischen Kirk und Spock aus Weltraumfieber.
Die 1986 gegründete britische Popband T’Pau wurde nach der vulkanischen Hohepriesterin aus dieser Folge benannt.
In Folge 52 (Der Ruf der Herde) der Zeichentrickserie Die neuen Abenteuer des He-man von 1991 muss der Wächter Sagitar unbedingt zu seinem Heimatplaneten Equinox, um dort an einem Rennen teilzunehmen, das nur alle 13 „Telks“ stattfindet, ansonsten wird er verrückt. Dies ist ein klarer Bezug auf Spocks „Pon Farr“ aus Weltraumfieber.
In dem Film Cable Guy – Die Nervensäge von 1996 gibt es einen Kampf zwischen zwei Mittelalter-Reenactors, der den Protagonisten (Jim Carrey) an den Kampf aus Weltraumfieber erinnern, woraufhin er die passende Musik summt.
In Folge 2.14 der Zeichentrickserie Dexters Labor von 1997 gibt es einen Zweikampf mit Waffen, die Lirpas ähneln. Außerdem ist die Musik derjenigen aus Weltraumfieber nachempfunden und die Schiedsrichterin ähnelt T’Pau.
Auch in Folge 2.1 der Zeichentrickserie Family Guy von 1999 gibt es einen Zweikampf, zu dem die Musik aus Weltraumfieber gespielt wird.
Die gesamte Handlung von Folge 2.05 (Das merkwürdige Verhalten geschlechtsreifer Krustentiere zur Paarungszeit) der Zeichentrickserie Futurama aus dem Jahr 2000 ist an Weltraumfieber angelehnt. Sie beginnt mit dem unstillbaren Verlangen des Protagonisten Dr. Zoidberg, zu seinem Heimatplaneten zurückzukehren und sich dort zu paaren, und endet mit einem Zweikampf zwischen ihm und seinem Kollegen Fry.
In dem Film Der Love Guru von 2008 wird der Zweikampf aus Weltraumfieber mit in Urin getränkten Mopps nachgestellt und auch mit der Musik aus dieser Folge unterlegt.
In der 2011 ausgestrahlten Folge 15.1 (HUMANCENTiPAD) der Zeichentrickserie South Park wurde die in Weltraumfieber gezeigte Oberfläche des Planeten Vulkan nachempfunden.
In Folge 2.07 der Neuauflage der Puppentrickserie Spitting Image wird ein Zweikampf zwischen Kirk-Darsteller William Shatner und David Attenborough dargestellt, zu dem Musik aus Weltraumfieber gespielt wird.
Das Omegaverse, ein Subgenre der spekulativen erotischen Fiktion, ist von der Folge Weltraumfieber beeinflusst.